# Voitia hyperborea
Voitia hyperborea là một loài rêu trong họ Splachnaceae. Loài này được Grev. & Arn. mô tả khoa học đầu tiên năm 1822.